# 마난난 막 리르

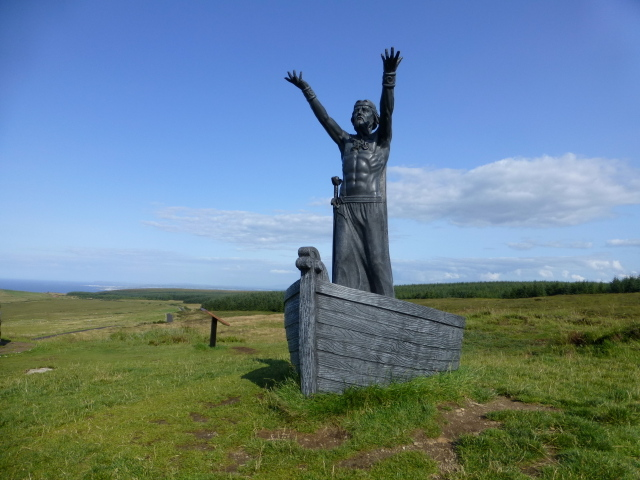
북아일랜드 데리에 세워진 마난난 상(2014년 작품).

마나난 막 리르(아일랜드어: Manannán mac Lir, 맨어: Manannan Mac y Lir→바다의 아들 마나난) 은 맨섬과 아일랜드 신화에 등장하는 바다의 신이다. 투어허 데 다넌 소속이다. "스쿠업티너(Scuabtuinne→파도를 가르는 것"라는 배와, 엔바르라는 말이 끄는 전차, 그리고 강력한 검 프라가라크(Fragarach→대답하는 것), 투명망토인 페흐 피더(féth fíada)를 소유하고 있다. 마나난은 별세계의 수호자이자 망자를 내세로 데려가는 연락선을 모는 저승사자이기도 하다. 마나난 개인의 성격은 칙칙한 외투의 시골사람 이야기에서 확인할 수 있듯이 트릭스터적인 면이 있다.
마나난은 스코틀랜드와 맨섬의 신화에도 등장하며, 몇몇 문헌에서는 "맨섬"이라는 지명이 마나난의 이름에서 유래했다고 한다. 하지만 반대로 마나난의 이름이 맨섬에서 비롯되었다고 주장하는 사람들도 있다. 웨일스 신화의 마나워단 밥 리르와 동일시된다.

## 같이 보기
- 리르의 아들 마나워단
- 어부왕